# Фредерик Дар
Фредерик Дар (на френски: Frédéric Dard), e френски писател, по-известен по света под псевдонима Сан Антонио, автор на повече от 250 криминални романа на френски език.

## Биография
Фредерик Дар е роден 29 юни 1921 г. в Жалио (днес Бургоен-Жалио-Изер, Франция. Единствен син на Франциск Дар и Жозефин-Ана Каде той е роден с дефект на едната ръка. Родителите му, които са заети със семейния бизнес, го оставят на отглеждане при баба му. На нея той дължи любовта си към четенето и литературата.
Икономическата криза през 1929 г. води до фалит на семейството и имущество им е разпродадено пред очите им. Те се местят да живеят в малък апартамент в Лион. Дар изучава без интерес търговия в Екол Нормал Политекник „Ла Маритиниер“ в Лион.
През 1938 г. той е представен от чичо си на Марсел Гранше, основател на издателство „Lugdunum“ и на вестника „Le Mois à Lyon“. Нает е като стажант, а през 1940 г. става редактор на рекламите. Първите му статии, насърчавани от ръководителите му – д-р Едмон Локар и романиста Макс-Андре Дазерг, са публикувани анонимно във вестника от 1939 г. Привлечен от журналистиката той започва да пише и през октомври 1940 г. публикува първия си роман – „La Peuchère“. През март 1941 г. издава романа „Monsieur Joos“, който получава първа награда от издателство „Lugdunum“ и го прави известен. От 1940 до 1944 година благодарение на Марсел Гранше сътрудничи на различни парижки вестници: „Пари-Соар“, „7 жур“, в които между другото публикува разкази и новели.
Сключва брак през 1942 г. с Одет Дамезин, с която имат две деца – Патрис и Елизабет. Настанява се с нея в Лион, на ул. „Калас“ 4, където живеят от 1944 до 1949 г. Пише дески книги и популярни романи, за да изхранва семейството си, и бързо придобива популярност. Силно повлиян от американския „черен“ роман (Уилям Фокнър, Джон Стайнбек, и др.), той се сприятелява с Жорж Сименон. Под ръководството на Клемент Жаке пише първите си романи под цветисти англоезични псевдоними. През 1949 г. след раздяла с Гранше се преместват да живеят в крайградска къща в Мусо. След няколко слаби години, през които той пише и работи за театъра.
Първият му роман „Вижте му сметката“ (1949), от издателство „Жакие“, Лион, подписан с псевдонима Сан Антонио и разказваща за героя му в първо лице, дават началото на цяла огромна серия романи. Много скоро от този роман се заинтересува Арман дьо Каро, поставил вече началото на голямото издателство за полицейски и шпионски романи – „Fleuve noir“, спечелило по-късно световна известност, и публикува два нови романа. През 1954 г. Дар и Робърт Хосейн започват дълго театрално сътрудничество.
Нарастващата популярност на комисаря Сан Антонио го кара да пише бързо и да издава все повече произведения джобен формат, дотам, че му донася проблеми с френските данъчни власти.
Бракът му с Одет Дамезин не е щастлив и в месеците преди раздялата им, той се опитва да се обеси. Оженва се отново на 14 юни 1968 г. за Франсоаз де Каро, дъщеря на Арман дьо Каро. С нея той поема към Швейцария, където строи новия си дом „Вила Сан Антонио“ в Гщаад. През 1970 г. се ражда дъщеря им Жозефин. През март 1983 г. тя е отвлечена от един телевизионен оператор, искащ откуп от 2 млн. швейцарски франка, заради което вилата е трябвало да бъде продадена. Похитителят е хванат, а откупът възстановен, но това за дълго травмира писателя и дъщеря му.
Фредерик Дар поддържа много добри приятелства с писатели, артисти и художници. Любител е на сюрреализма (Рене Магрит) и хиперреализма (Доменико Ноли).
През 1978 г. купува ферма, която възстановява във вида ѝ от 18. век, в градчето Bonnefontaine (Бонфонтен) в областта L'Eau vive. Там установява по-късно и новия си дом, където умира на 6 юни 2000 г. Погребан е, съгласно волята му, в гробището „Saint-Chef“ в Дофин, селото на баба му, където е живял като дете през 1930 г.

## Творчество
Най-популярната част от творчеството на Фредерик Дар си стават разследванията на непобедимия полицейски инспектор Сан Антонио, съвременния Гаргантюа, са описани с много хумор в 175 романа (според Дружеството на приятелите на Сан Антонио). За стила му са характерни хумор и сарказъм, изобилства с игри на думи, жаргон и неологизми и същевременно висок регистър на литературния френски. Във Франция дори е издаден „Речник на Сан Антонио“, който съдържа около 15 000 думи.
Под истинското си име Фредерик Дар е публикувал около шестдесет романа. Той използва и най-различни псевдоними за своите романи – San-Antonio (със или без тире), Frédéric Valmain, James Carter, J. Redon, Virginia Lord..., и още много, много други. За някои тях семейството му отрича да са негови, затова и броят на романите му често варира в различните изследвания и публикации. Популярния си псевдоним „Сан Антонио“ той придобива случайно след като посочва с пръст картата на САЩ в търсене на англоезично име за своя герой (град Сан Антонио, Тексас).
Изключително плодотворен писател той е автор на 288 романа, 250 новели, 20 театрални постановки (като „Снегът беше мръсен“ по Сименон, „Бел Ами“ по Мопасан, „Плътта на орхидеята“ по Джеймс Хадли Чейз, както и „Сан Антонио“, „Дамата от Чикаго“, „Мъглите на Манчестер“) и 16 киносценария. Последният роман на Фредерик Дар излиза след смъртта му и е завършен от неговия син Дара Патрис, който продължава да пише под този псевдоним.
Фредерик Дар е един от най-четените автори на ХХ век и началото на XXI век. Неговите книги са преведени в над 33 страни и в над 300 млн. екземпляра. Много от произведенията на Сан Антонио са преиздавани неведнъж – така например „История на Франция“ е препечатана 18 пъти в родината му. Всеки месец се правят не по-малко от 3 нови публикации. По романите на Сан Антонио са заснети много филми, но те не могат да предадат цялото езиково богатство на автора.
Фредерик Дар (Сан Антонио) е включен в три френски енциклопедии и речници: „Ларус“, „Робер“ и „Ашет“, нещо, което само по себе си говори за неговия голям принос към френската и световната култура.
През 1997 г. е основано Дружество на приятелите на Сан Антонио.
До 1992 г. в България не са издавани произведения на автора. Поради специфичния стил на автора преводът на книгите му е много труден. Преводачите на български са Любомир Найденов, Гриша Атанасов, и постигналия най-добро съответствие Теодор Михайлов.

## Произведения

### Серия романи за полицейския инспектор Сан Антонио
1. Réglez-lui son compte
2. Laissez tomber la fille
3. Les souris ont la peau tendre ()
Гаджетата имат нежна кожа, изд. „Сибия“ (1992), прев. Любомир Найденов
4. Mes hommages à la donzelle
5. Du plomb dans les tripes
6. Des dragées sans baptême
7. Des clientes pour la morgue
8. Descendez le à la prochaine
9. Passez-moi la Joconde
10. Sérénade pour une souris défunte
11. Rue des Macchabées
12. Bas les pattes !
13. Deuil express
14. J'ai bien l'honneur de vous buter
15. C'est mort et ça ne sait pas
16. Messieurs les hommes
17. Du mouron à se faire
18. Le fil à couper le beurre
19. Fais gaffe à tes os
20. A tue … et à toi
21. Ca tourne au vinaigre
22. Les doigts dans le nez
23. Au suivant de ces messieurs
24. Des gueules d'enterrement
25. Les anges se font plumer
26. La tombola des voyous
27. J'ai peur des mouches
28. Le secret de Polichinelle
29. Du poulet au menu
30. Tu vas trinquer San-Antonio
31. En long, en large et en travers
32. La vérité en salade
33. Prenez-en de la graine
34. On t'enverra du monde
35. San-Antonio met le paquet
36. Entre la vie et la morgue
37. Tout le plaisir est pour moi
38. Du sirop pour les guêpes
39. Du brut pour les brutes ()
На зла кучка зъл прът, изд.: ИК „Колибри“, София (1993), прев. Росица Тошева
40. J'suis comme ça
41. San-Antonio renvoie la balle
42. Berceuse pour Bérurier
43. Ne mangez pas la consigne
44. La fin des haricots
45. Y a bon, San-Antonio
46. De „A“ jusqu'à „Z“
47. San-Antonio chez les Mac
48. Fleur de nave vinaigrette
49. Ménage tes méninges
50. Le loup habillé en grand-mère
51. San-Antonio chez les „gones“
52. San-Antonio polka
53. En peignant la girafe
54. Le coup du Père François
55. Le gala des emplumés
56. Votez Bérurier ()
Гласувайте за Берю, изд.: ИК „Колибри“, София (1994), прев. Росица Тошева
57. Bérurier au sérail
58. La rate au court-bouillon
59. Vas-y Béru !
60. Tango chinetoque
61. Salut, mon pope !
62. Mange et tais-toi
63. Faut être logique
64. Y a de l'action !
65. Béru contre San-Antonio
66. L'archipel des Malotrus
67. Zéro pour la question
68. Bravo, docteur Béru
69. Viva Bertaga ()
Вива Берта!, изд.: ИК „Колибри“, София (1993), прев. Тони Начева
70. Un éléphant ça trompe
71. Faut-il vous l'envelopper ?
72. En avant la moujik
73. Ma langue au Chah
74. Ca mange pas de pain
75. N'en jetez plus !
76. Moi, vous me connaissez ?
77. Emballage cadeau
78. Appelez-moi chérie
79. T'es beau, tu sais !
80. Ca ne s'invente pas
81. J'ai essayé: on peut !
82. Un os dans la noce
83. Les prédictions de Nostrabérus
84. Mets ton doigt où j'ai mon doigt
85. Si, signore
86. Maman, les petits bateaux
87. La vie privé de Walter Klozett
88. Dis bonjour à la dame
89. Certaines l'aiment chauve
90. Concerto pour porte-jarretelles
91. Sucette boulevard, 
Булевард „Близалез“
92. Remets ton slip, gondolier
93. Chérie, passe-moi tes microbes!
94. Une banane dans l'oreille
95. Hue, dada !
96. Vol au-dessus d'un lit de cocu
97. Si ma tante en avait
98. Fais-moi des choses
99. Viens avec ton cierge
100. Mon culte sur la commode
101. Tire-m'en deux, c'est pour offrir
102. A prendre ou à lécher
103. Baise-ball à la Baule
104. Meurs pas, on a du monde
105. Tarte à la crème story
106. On liquide et on s'en va
107. Champagne pour tout le monde
108. La pute enchantée
109. Bouge ton pied que je voie la mer
110. L'année de la moule
111. Du bois dont on fait les pipes
112. Va donc m'attendre chez Plumeau
113. Morpions circus
114. Remouille-moi la compresse
115. Si maman me voyait!
116. Des gonzesses comme s'il en pleuvait
117. Les deux oreilles et la queue
118. Pleins feux sur le tutu
119. Laissez pousser les asperges
120. Poison d'avril, ou la vie sexuelle de Lili Pute
121. Bacchanale chez la mère Tatzi
122. Dégustez, gourmandes
123. Plein les moustaches
124. Après vous s'il en reste, monsieur le Président
125. Chauds, les lapins (1986)
Дерзайте пичове!, изд.: ИК „Колибри“, София (1992), прев. Теодор Михайлов
126. Alice au pays des merguez
127. Fais pas dans le porno
128. La fête des paires
129. Le casse de l'oncle Tom
130. Bons Baisers où tu sais
131. Le trouillomètre à zéro
132. Circulez! Y'a rien à voir
133. Galantine de volaille pour dames frivoles
134. Les morues se dessalent
135. Ca baigne dans le béton
136. Baisse la pression, tu me les gonfles!
137. Renifle, c'est de la vraie
138. Le cri du morpion
139. Papa, achète-moi une pute
140. Ma cavale au Canada
141. Valsez, pouffiasses
142. Tarte aux poils sur commande (1989)
Торта рунтавелка, изд.: ИК „Труд“, София (1998), прев. Гриша Атанасов
143. Cocottes-minute
144. Princesse patte-en-l'air
145. Au bal des rombières
146. Buffalo-Bide
147. Bosphore et fais reluire
148. Les cochons sont lâchés
149. Le hareng perd ses plumes
150. Têtes et sacs de noeuds
151. Le silence des homards
152. Y en avait dans les pâtes
153. Al Capote (1992)
Ал Капоте или бЛедна ти е фантазията, изд.: ИК „Колибри“, София (1994), прев. Максим Благоев
154. Faites chauffer la colle ()
Аржентсвински истории, изд.: ИК „Колибри“, София (1997), прев. Максим Благоев
155. La matrone des sleepinges
156. Foiridon à Morbac City
157. Allez donc faire ça plus loin
158. Aux frais de la princesse
159. Sauce tomate sur canapé
160. Mesdames vous aimez „ça“
161. Maman, la dame fait rien qu'à me faire des choses
162. Les huîtres me font bâiller
163. Turlute gratos les jours fériés
164. Les eunnuques ne sont jamais chauves
165. Le pétomane ne répond plus
166. T'assieds pas sur le compte-gouttes
167. De l'antigel dans le calbute
168. La queue en trompette
169. Grimpe-la en danseuse
170. Ne soldez pas grand-mère, elle brosse encore
171. Du sable dans la vaseline
172. Ceci est bien une pipe
173. Trempe ton pain dans la soupe
174. Lâche-le, il tiendra tout seul
175. Céréales killer

### Други романи
- L’histoire de France (1964)
История на Франция, изд.: ИК „Колибри“, София (2007), прев. Теодор Михайлов
- La nurse anglaise ()
Джуджето, изд.: ИК „Колибри“, София (2009), прев. Теодор Михайлов